# Herman Willebrordus Woorts

Wappen von Hermanus Willibrordus Woorts

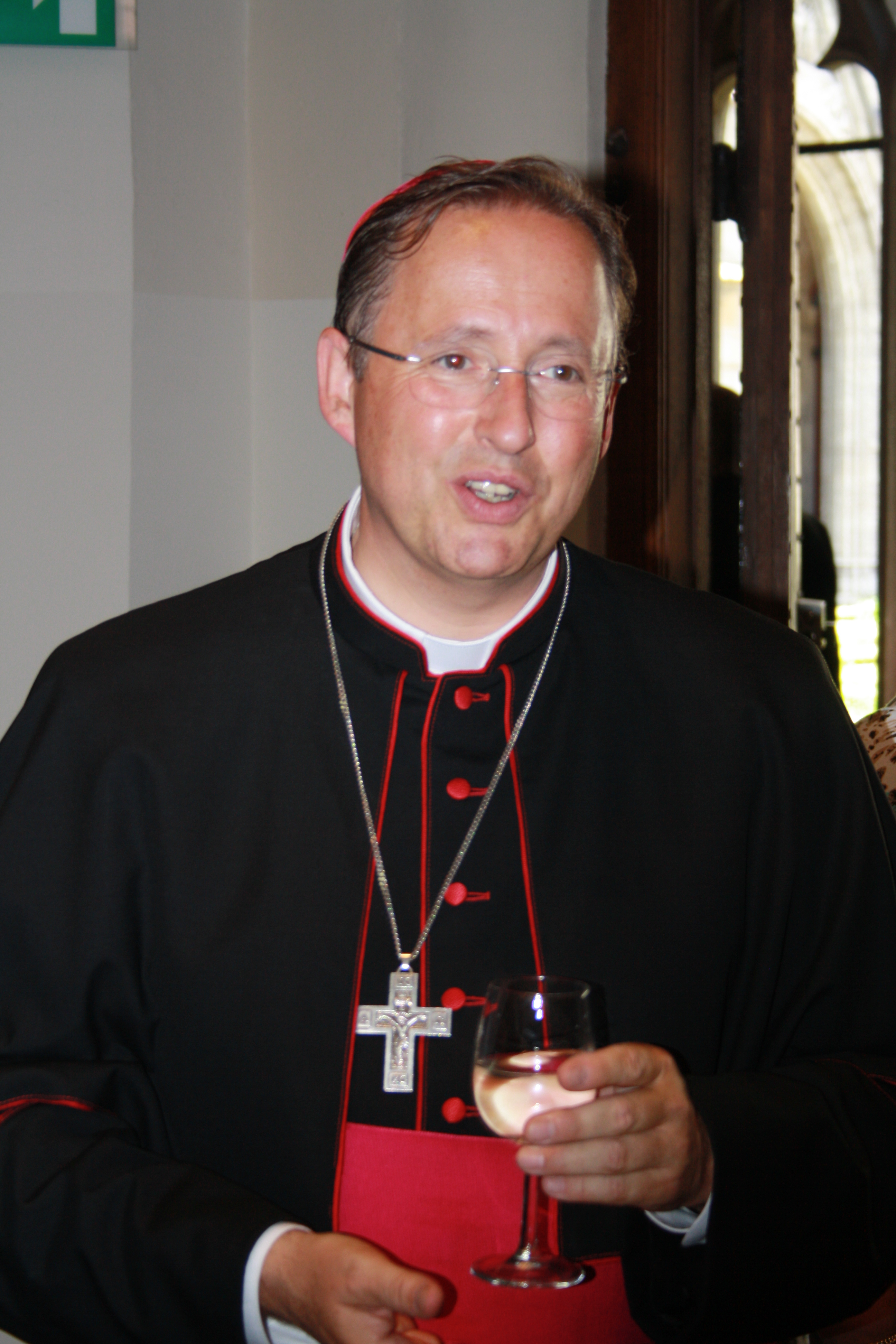
Herman Willebrordus Woorts

Herman Willebrordus Woorts (* 12. November 1963 in Abcoude) ist Weihbischof in Utrecht.

## Leben
Der Erzbischof von Utrecht, Adrianus Johannes Kardinal Simonis, weihte ihn am 22. Februar 1992 zum Priester. Papst Benedikt XVI. ernannte ihn am 7. Dezember 2009 zum Weihbischof in Utrecht und Titularbischof von Giufi Salaria.
Der Erzbischof von Utrecht, Willem Jacobus Eijk, spendete ihm am 13. Februar des nächsten Jahres die Bischofsweihe; Mitkonsekratoren waren Johannes Hermannes Jozefus van den Hende, Bischof von Breda, und Johannes Antonius de Kok OFM, emeritierter Weihbischof in Utrecht.